# Lista de maiores empresas da Espanha

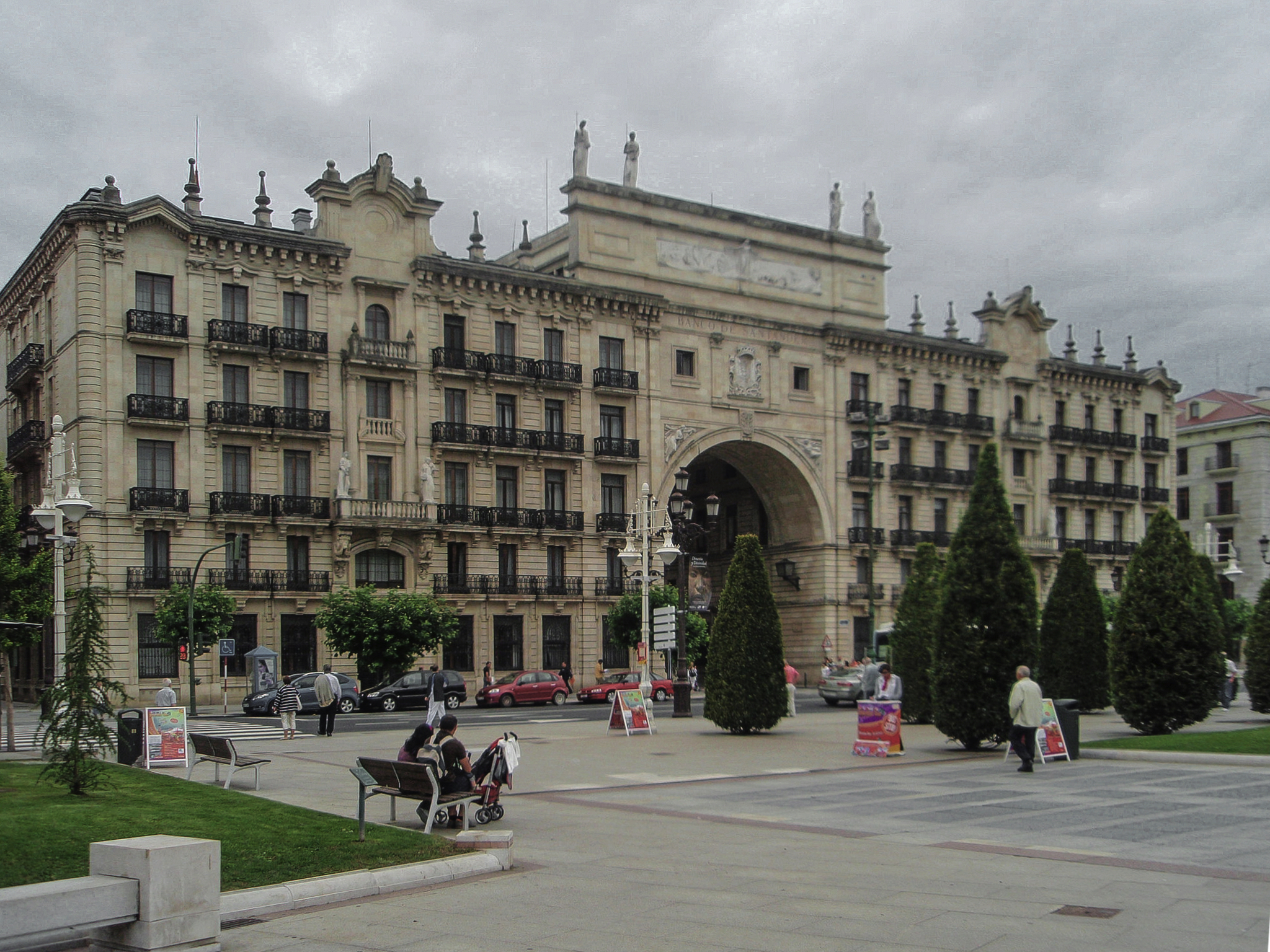
Sede do Banco Santander em Santander

Este artigo relaciona as maiores empresas da Espanha em termos de receita, lucro líquido e ativo total, de acordo com as revistas de negócios americanas Fortune e Forbes.

## ListaFortunede 2019
Esta lista exibe todas as 9 empresas espanholas na Fortune Global 500, que classifica as maiores empresas do mundo por receita anual. Os números abaixo são dados em milhões de dólares americanos e são para o ano fiscal de 2018. Também estão listados a localização da sede, o lucro líquido, o número de funcionários em todo o mundo e setor da indústria de cada empresa.
| Classificação | Classificação na Fortune 500 | Nome                            | Setor              | Receita (Milhões de dólares) | Lucro (Milhões de dólares) | Funcionários | Sede        |
| ------------- | ---------------------------- | ------------------------------- | ------------------ | ---------------------------- | -------------------------- | ------------ | ----------- |
| 1             | 85                           | Banco santander                 | Bancário           | 90.531                       | 9.217                      | 194.015      | Santander   |
| 2             | 176                          | Telefonica                      | Telecomunicações   | 57.466                       | 3.931                      | 120.138      | Madrid      |
| 3             | 200                          | Repsol                          | Óleo e gás         | 53.176                       | 2.762                      | 22.735       | Madrid      |
| 4             | 234                          | Banco Bilbao Vizcaya Argentaria | Bancário           | 47.608                       | 6.283                      | 125.627      | Bilbao      |
| 5             | 272                          | Grupo ACS                       | Construção         | 43.263                       | 1.080                      | 195.461      | Madrid      |
| 6             | 292                          | Iberdrola                       | Utilidade elétrica | 41.395                       | 3.557                      | 33.216       | Bilbao      |
| 7             | 406                          | Inditex                         | Retalho            | 30.686                       | 4.042                      | 174.386      | Arteixo     |
| 8             | 430                          | Naturgia                        | Utilidade elétrica | 29.123                       | -3,330                     | 13.945       | Madrid      |
| 9             | 452                          | Mapfre                          | Seguro             | 27.423                       | 624                        | 76.913       | Majadahonda |

## ListaForbesde 2019
Esta lista é baseada na Forbes Global 2000, que classifica as 2.000 maiores empresas de capital aberto do mundo. A lista da Forbes leva em consideração uma grande quantidade de fatores, incluindo receita, lucro líquido, ativos totais e valor de mercado de cada empresa; cada fator recebe uma classificação ponderada em termos de importância ao considerar a classificação geral. A tabela a seguir também relaciona a localização da sede e o setor de atividade de cada empresa. Os números estão em bilhões de dólares e são para o ano de 2019. Todas as 21 empresas da Espanha estão listadas.
| Classificação | Classificação na Forbes 2000 | Nome                            | Sede        | Receita (bilhões de dólares) | Lucro (bilhões de dólares) | Ativos (bilhões de dólares) | Valor de marcado (bilhões de dólares) | Setor              |
| ------------- | ---------------------------- | ------------------------------- | ----------- | ---------------------------- | -------------------------- | --------------------------- | ------------------------------------- | ------------------ |
| 1             | 30                           | Banco Santander                 | Santander   | 89.5                         | 9.2                        | 1,668.2                     | 84.1                                  | Banking            |
| 2             | 135                          | Banco Bilbao Vizcaya Argentaria | Bilbao      | 28.3                         | 5.5                        | 773.6                       | 41.6                                  | Banking            |
| 3             | 141                          | Telefónica                      | Madrid      | 57.7                         | 3.7                        | 130.4                       | 43.3                                  | Telecommunications |
| 4             | 145                          | Iberdrola                       | Bilbao      | 41.4                         | 3.6                        | 129.2                       | 55.7                                  | Electric utility   |
| 5             | 236                          | Repsol                          | Madrid      | 58.8                         | 2.7                        | 69.5                        | 26.0                                  | Oil & Gas          |
| 6             | 343                          | CaixaBank                       | Valencia    | 12.4                         | 2.3                        | 442.0                       | 19.9                                  | Banking            |
| 7             | 489                          | ACS Group                       | Madrid      | 43.2                         | 1.1                        | 39.2                        | 14.1                                  | Construction       |
| 8             | 646                          | Mapfre                          | Majadahonda | 25.2                         | 0.6                        | 70.2                        | 9.2                                   | Insurance          |
| 9             | 651                          | Naturgy                         | Barcelona   | 28.7                         | −3.4                       | 46.4                        | 27.5                                  | Electric utility   |
| 10            | 869                          | Aena                            | Madrid      | 5.0                          | 1.6                        | 17.0                        | 26.8                                  | Aviation           |
| 11            | 943                          | Bankia                          | Valencia    | 4.3                          | 0.8                        | 234.6                       | 8.3                                   | Banking            |
| 12            | 951                          | Amadeus IT Group                | Madrid      | 5.8                          | 1.2                        | 11.7                        | 33.3                                  | Travel technology  |
| 13            | 1112                         | Banco de Sabadell               | Sabadell    | 7.8                          | 0.4                        | 254.1                       | 6.4                                   | Banking            |
| 14            | 1127                         | Bankinter                       | Madrid      | 2.6                          | 0.6                        | 87.5                        | 7.4                                   | Banking            |
| 15            | 1129                         | Grifols                         | Barcelona   | 5.3                          | 0.7                        | 14.3                        | 18.5                                  | Pharmaceuticals    |
| 16            | 1133                         | Ferrovial                       | Madrid      | 6.8                          | −0.6                       | 28.0                        | 17.3                                  | Transportation     |
| 17            | 1388                         | Red Eléctrica de España         | Alcobendas  | 2.3                          | 0.8                        | 13.0                        | 11.1                                  | Electric utility   |
| 18            | 1647                         | Merlin Properties               | Madrid      | 0.6                          | 1.0                        | 14.4                        | 6.3                                   | Real estate        |
| 19            | 1653                         | Acciona                         | Alcobendas  | 8.9                          | 0.4                        | 17.1                        | 6.0                                   | Construction       |
| 20            | 1681                         | Unicaja                         | Málaga      | 2.0                          | 0.2                        | 65.7                        | 1.8                                   | Banking            |
| 21            | 1812                         | Liberbank                       | Madrid      | 0.9                          | 0.1                        | 45.5                        | 1.4                                   | Banking            |

## Lista nacional El Economista de 2019
El Economista é o maior jornal financeiro com sede na Espanha. A lista é ordenada pela receita nacional (apenas nacional) com base na lista atualizada anual composta por 500.000 diferentes empresas espanholas.
| Classificação | Nome                           | Sede               | Receita (EUR)  | Ano  |
| ------------- | ------------------------------ | ------------------ | -------------- | ---- |
| 1             | Mercadona                      | Valência, Espanha  | 22.255.771.000 | 2019 |
| 2             | Repsol                         | Madri, Espanha     | 22.083.226.000 | 2019 |
| 3             | Cepsa                          | Madri, Espanha     | 19.459.898.000 | 2019 |
| 4             | Cepsa Trading                  | Madri, Espanha     | 17.896.339.000 | 2019 |
| 5             | Inditex                        | Coruña, Espanha    | 16.692.000.000 | 2019 |
| 6             | Repsol Comercial               | Madri, Espanha     | 15.897.106.000 | 2019 |
| 7             | Endesa                         | Madri, Espanha     | 12.499.498.000 | 2019 |
| 8             | ASSENTO                        | Barcelona, Espanha | 9.991.000.000  | 2019 |
| 9             | Repsol Trading                 | Madri, Espanha     | 9.920.918.000  | 2019 |
| 10            | Loterías y Apuestas del Estado | Madri, Espanha     | 9.000.926.000  | 2019 |